# ジョン・ラッセル (牧師)
ジョン・ラッセル（John Russell、1795年12月21日 – 1883年4月28日）は、イギリスの牧師、イヌの繁殖家であり、キツネ狩りを始めとしたカントリースポーツの愛好家であった。スポーティング・パーソンとして知られていた。
フォックス・テリアの品種であるジャック・ラッセル・テリアとパーソン・ラッセル・テリアの開発者である。